# Slavko Eržen
Slavko Eržen, slovenski baletnik, pedagog in koreograf, * 24. april 1907, Ljubljana, † 26. avgust 1982, Ljubljana.

## Življenjepis
Eržen se je šolal pri baletnih mojstrih Václavu Vlčku v Ljubljani in Jeleni Poljakovi v Beogradu. Med letoma 1934 in 1945 je bil solist beograjskega in od 1945 do 1968 ljubljanskega baleta. Njegove pomembnejše vloge so bile: Coppelius v baletu Coppelia L. Delibesa, Bakh v Beethovnovih Prometejevih bitjih in Čarovnik v Petruški I. Stravinskega. Poleg plesa se je Eržen ukvarjal tudi s koreografijo. Napravil je nekaj uspešnih koreografij, med drugimi tudi za opero Zaljubljen v tri oranže S.Prokofjeva in številne druge opere.
Eržen je bil eden prvih slovenskih poklicnih baletnih plesalcev in starosta naših baletnih solistov. Sam pa se je odlikoval predvsem kot plesalec karakternih vlog.